# Premio Hermanos Scholl
Premio Hermanos Scholl es un premio literario alemán establecido en 1980 por Baviera (Landesverband Bayern e. V.) y la ciudad de Múnich premiando la independencia intelectual, el coraje estético y la libertad de expresión.
Ha sido llamado en tributo de Sophie Scholl y Hans Scholl, llamados los Hermanos Scholl, mártires de la resistencia alemana contra el nazismo y es presentado en la Ludwig-Maximilians-Universität de Munich.

## Ganadores
- 2020: Dina Nayeri: Der undankbare Flüchtling
- 2019: Ahmet Altan: Ich werde die Welt nie wiedersehen. Texte aus dem Gefängnis
- 2018: Götz Aly: Europa gegen die Juden. 1880–1945
- 2017: Hisham Matar: Die Rückkehr. Auf der Suche nach meinem verlorenen Vater
- 2016: Garance Le Caisne: Codename Caesar. Im Herzen der syrischen Todesmaschinerie
- 2015: Achille Mbembe: Kritik der schwarzen Vernunft
- 2014: Glenn Greenwald: Die globale Überwachung. Der Fall Snowden, die amerikanischen Geheimdienste und die Folgen
- 2013: Otto Dov Kulka: Landschaften der Metropole des Todes. Auschwitz und die Grenzen der Erinnerung und der Vorstellungskraft
- 2012: Jürgen Dehmers (Andreas Huckele): Wie laut soll ich denn noch schreien? Die Odenwaldschule und der sexuelle Missbrauch
- 2011: Liao Yiwu: Für ein Lied und hundert Lieder. Ein Zeugenbericht aus chinesischen Gefängnissen
- 2010: Joachim Gauck: Winter im Sommer – Frühling im Herbst
- 2009: Roberto Saviano: Das Gegenteil von Tod
- 2008: David Grossman: Die Kraft zur Korrektur. Über Politik und Literatur
- 2007: Anna Politkovskaya: Russisches Tagebuch
- 2006: Mihail Sebastian: Voller Entsetzen, aber nicht verzweifelt
- 2005: Neclá Kelek: Die fremde Braut
- 2004: Soazig Aaron: Klaras NEIN
- 2003: Mark Roseman: In einem unbewachten Augenblick. Eine Frau überlebt im Untergrund
- 2002: Raul Hilberg: Die Quellen des Holocaust
- 2001: Arno Gruen: Der Fremde in uns
- 2000: Helene Holzman: Dies Kind soll leben
- 1999: Peter Gay: Meine deutsche Frage
- 1998: Saul Friedländer: Das Dritte Reich und die Juden
- 1997: Ernst Klee: Auschwitz, die NS-Medizin und ihre Opfer
- 1996: Hans Deichmann: Gegenstände
- 1995: Victor Klemperer: Ich will Zeugnis ablegen bis zum letzten. Tagebücher 1933–1945
- 1994: Heribert Prantl: Deutschland leicht entflammbar - Ermittlungen gegen die Bonner Politik
- 1993: Wolfgang Sofsky: Die Ordnung des Terrors - Das Konzentrationslager
- 1992: Barbara Distel / Wolfgang Benz (Publ.): Dachau Booklet No. 7 Solidarität und Widerstand
- 1991: Georges-Arthur Goldschmidt: Die Absonderung
- 1990: Lea Rosh/Eberhard Jäckel: Der Tod ist ein Meister aus Deutschland
- 1989: Helmuth James Graf von Moltke: Briefe an Freya 1939–1945
- 1988: Grete Weil: Der Brautpreis
- 1987: Christa Wolf: Störfall
- 1986: Cordelia Edvardson: Gebranntes Kind sucht das Feuer
- 1985: Jürgen Habermas: Die neue Unübersichtlichkeit
- 1984: Anja Rosmus Wenninger: Widerstand und Verfolgung
- 1983: Walter Dirks: War ich ein linker Spinner?
- 1982: Franz Fühmann: Der Sturz des Engels
- 1981: Reiner Kunze: Auf eigene Hoffnung
- 1980: Rolf Hochhuth: Eine Liebe in Deutschland